# Царство порока
Царство порока (енгл. Boardwalk Empire) је америчка телевизијска серија мреже Ејч-Би-Оу чија је радња смештена у Атлантик Сити током периода прохибиције. Сценариста и продуцент Теренс Винтер инспирацију за снимање серије добио је из књиге Царство порока: Рођење, успон и корупција Атлантик Ситија аутора Нелсона Џонсона.
Главна улога поверена је Стиву Бусемију, а прву епизоду режирао је Мартин Скорсезе који је уједно и један од извршних продуцената серије. Прва епизода премијерно је приказана 19. септембра 2010, док је последња епизода емитована 26. октобра 2014.
Коментари критичара од самог почетка приказивања били су позитивни, а серија је освојила велики број значајних признања, укључујући 17 награда Еми, за коју је до сада имала укупно 40 номинација. Бусеми је за улогу Накија Томпсона освојио Златни глобус и две Награде Удружења глумаца за најбољег главног глумца у драмској серији.

## Улоге
- Стив Бусеми као Наки Томпсон
- Стивен Грејам као Ал Капоне
- Винсент Пијаза као Лаки Лучано
- Кели Макдоналд као Маргарет Шродер
- Мајкл Шенон као Нелсон Ван Алден
- Шеј Вигам као Илај Томпсон
- Мајкл Сталбарг као Арнолд Ротстин
- Мајкл К. Вилијамс као Чолки Вајт
- Ентони Лачура као Еди Кеслер
- Пол Спаркс као Мики Дојл
- Гречен Мол као Џилијан Дармоди
- Џек Хјустон као Ричард Хароу
- Мајкл Пит као Џими Дармоди
- Алекса Паладино као Анџела Дармоди
- Паз де ла Херта као Луси Данзигер
- Чарли Кокс као Овен Слејтер
- Боби Канавале као Џип Розети
- Џефри Рајт као Валентин Нарсис
- Рон Ливингстон као Рој Филипс
- Грег Антоначи као Џони Торио